# جمال الشحي
جمال الشحي  كاتب  وناشر إماراتي، ومؤسس دار كتّاب للنشر ومديرها العام، افتتح في مارس 2013 مقهى كتّاب في دبي، وهو مكتبة ومقهى في آن واحد .

## حياته ونشأته
الشحي حاصل على درجة البكالوريوس في العلوم الإنسانية والماجستير من الولايات المتحدة، له مؤلفات روائية ومجموعة قصصية للأطفال، وهو كاتب عمود في صحيفتي الاتحاد وجلف نيوز.

## مؤلفاته
| الاسم                           | دار النشر                                      | تاريخ النشر | عدد الصفحات | ردمك ISBN            | المصدر               |
| ------------------------------- | ---------------------------------------------- | ----------- | ----------- | -------------------- | -------------------- |
| المتسامحون                      | دار كتاب للنشر والتوزيع السلسلة: مشاغب ومشاغبة | 2019        | 94          | (ردمك 9789948373230) | [ 5 ] [ 6 ]          |
| من مفكرة غاسل الموتى            | دار كتاب للنشر                                 | 2016        | 215         | (ردمك 9789948024699) | [ 7 ] [ 8 ]          |
| أنا والعم سام                   | دار كتاب للنشر والتوزيع                        | 2016        | 177         | (ردمك 9780997565508) | [ 9 ] [ 10 ] [ 11 ]  |
| عيال زايد                       | دار كتاب للنشر والتوزيع                        | 2018        | 168         | (ردمك 9789948243922) | [ 12 ] [ 13 ] [ 14 ] |
| عرش مملكة غام غام               | دار كتاب للنشر والتوزيع                        | 2018        | 285         | (ردمك 9789948241225) | [ 15 ] [ 16 ] [ 17 ] |
| عيشي بلادي                      | دار كتاب للنشر والتوزيع                        | 2016        | 97          | (ردمك 4200853)       | [ 18 ] [ 19 ] [ 20 ] |
| الأشياء التي لا ننبته لها       | دار كتاب للنشر والتوزيع                        | 2019        | 220         | (ردمك 9789948376002) | [ 21 ] [ 22 ] [ 23 ] |
| القط مشاكس                      | دار كتاب للنشر والتوزيع                        | 2018        | 126         | (ردمك 9789948243762) | [ 24 ] [ 25 ] [ 26 ] |
| القطة الحكيمة - الجزء الثاني    | دار كتاب للنشر والتوزيع                        | 2019        | 88          | (ردمك 9789948373070) | [ 27 ]               |
| القطة الحكيمة - الجزء الأول     | دار كتاب للنشر والتوزيع                        | 2018        |             | (ردمك 9789948243915) | [ 28 ]               |
| مارا تخبز الحياة عند نهر إيتاجي | دار كتاب للنشر والتوزيع                        | 2005        | 96          | (ردمك 9789776436886) | [ 29 ] [ 30 ] [ 31 ] |
| المحاكمة                        | دار كتاب للنشر والتوزيع                        | 2015        |             | (ردمك 9789776436893) | [ 32 ] [ 33 ]        |

### سلسلة كتب يوميات مشاغب ويوميات مشاغبة
| العنوان                      | الناشر                  | السنة | عدد الصفحات | ردمك                 | المصدر               |
| ---------------------------- | ----------------------- | ----- | ----------- | -------------------- | -------------------- |
| يوميات مشاغب الجزء الأول     | دار كتاب للنشر والتوزيع |       |             | (ردمك 9789948220930) | [ 34 ] [ 35 ]        |
| يوميات مشاغب - الجزء الثاني  | دار كتاب للنشر والتوزيع | 2014  | 158         | (ردمك 9789948226116) | [ 36 ]               |
| يوميات مشاغب - الجزء الثالث  | دار كتاب للنشر والتوزيع | 2014  | 152         | (ردمك 9789948227007) | [ 37 ]               |
| يوميات مشاغب - الجزء الرابع  | دار كتاب للنشر والتوزيع | 2015  | 168         | (ردمك 9789948187875) | [ 38 ]               |
| يوميات مشاغب - الجزء الخامس  | دار كتاب للنشر والتوزيع | 2017  | 133         | (ردمك 9789948238799) | [ 39 ]               |
| يوميات مشاغب - الجزء السادس  | دار كتاب للنشر والتوزيع | 2019  | 160         | (ردمك 9789948373094) | [ 40 ] [ 41 ]        |
| يوميات مشاغب - الجزء السابع  | دار كتاب للنشر والتوزيع | 2020  | 125         | (ردمك 9789948257776) | [ 42 ] [ 43 ] [ 44 ] |
| يوميات مشاغبة الجزء الأول    | دار كتاب للنشر والتوزيع | 2015  | 454         | (ردمك 9789948183518) | [ 45 ] [ 46 ] [ 47 ] |
| يوميات مشاغبة - الجزء الثاني | دار كتاب للنشر والتوزيع | 2016  | 180         | (ردمك 9789948187820) | [ 48 ]               |
| يوميات مشاغبة - الجزء الثالث | دار كتاب للنشر والتوزيع | 2017  | 399         | (ردمك 9789948187820) | [ 49 ]               |
| يوميات مشاغبة - الجزء الرابع | دار كتاب للنشر والتوزيع | 2018  | 156         | (ردمك 9789948238782) | [ 50 ]               |
| يوميات مشاغبة - الجزء الخامس | دار كتاب للنشر والتوزيع | 2019  | 164         | (ردمك 9789948241256) | [ 51 ]               |
| يوميات مشاغبة - الجزء السادس | دار كتاب للنشر والتوزيع | 2019  | 139         | (ردمك 9789948373087) | [ 52 ]               |